# Université technique nationale de recherche d'Irkoutsk
L'université technique nationale de recherche d'Irkoutsk  (en russe : Иркутский национальный исследовательский технический университет) est une université fondée en 1930 dans la ville d'Irkoutsk, en Sibérie (Russie).
Elle est composée de 12 facultés.
- Faculté d'architecture
- Faculté de géologie
- Faculté des mines
- Faculté des sciences de l'art
- Faculté de cybernétique
- Faculté de droit et de sociologie
- Faculté de génie civil
- Faculté de technologie et de technologie informatique en génie mécanique
- Faculté des systèmes de transport
- Faculté de chimie et de métallurgie
- Faculté de l'énergie